# ディッキー・ゴンザレス
ディッキー・アンヘル・ゴンザレス・バジェニージャ（Dicky Angel González Vallenilla, 1978年12月21日 - ）は、プエルトリコ自治連邦区バヤモン出身の元プロ野球選手（投手）。右投右打。

## 経歴

### メッツ・デビルレイズ時代
1996年のMLBドラフトにおいて16巡目・全体468位でニューヨーク・メッツに指名され、プエルトリコのアドルフィナ・イリサリー高校から入団する。入団後はマイナーリーグで経験を積み、2001年にMLBで初登板を果たす。なお、当時のメッツの同僚に新庄剛志がおり、この出会いが後の日本球界挑戦に影響を与えたことを来日後の会見で語っている。
2002年からは再びマイナー生活を送り、2004年にタンパベイ・デビルレイズで再びMLBへ昇格したが、目立った実績は残せなかった。マイナー通算71勝をマークしている。

### ヤクルト時代
2004年6月10日、ヤクルトスワローズと契約を結んで来日した。1年目はリリーフ不足のチーム事情から主に中継ぎで登板するが、時折り先発も務め4勝2敗の成績を残した。
2005年には開幕投手の候補にもなったが、直前に指を骨折し離脱。シーズン途中に復帰すると、前年同様先発と中継ぎの両方を任された。
2006年は開幕前に行われた第1回WBCにプエルトリコ代表として出場した。また、来日以来怪我で離脱などの不運が続いていたことから背番号を42から78へ変更した。リック・ガトームソンと併用され、主に10日おきの登板ながらも安定した活躍を見せた。オフの契約更改ではガトームソンがこの起用法に不満を訴えて移籍したのに対し、ゴンザレスは残留を希望。翌シーズンもヤクルトでプレーすることになった。
2007年は開幕ローテーション入りが期待されたが、春季キャンプの途中で右肘痛を訴え、3月31日に靭帯移植手術を受ける。これにより年内の復帰は絶望となり、手術後は故郷のプエルトリコでリハビリに励んだ。前年に2年契約を結んでいたため球団側は解雇せず、翌シーズンに再起をかけることになった。
2008年6月にイースタン・リーグで実戦復帰。ファームで順調に成績を残して8月17日の中日ドラゴンズ戦で1軍復帰を果たした。9月2日の対中日戦で2年ぶりの勝ち星を挙げたが、結局シーズンはこの1勝で終えた。11月4日に来季の契約を結ばないことが発表され、12月2日に自由契約公示となった。

### 巨人時代
2009年1月13日、読売ジャイアンツが1年契約での獲得を発表した。外国人枠の関係で開幕を2軍で迎えるが、この間に2軍投手コーチ小谷正勝の指導でチェンジアップを習得。不振のエドガルド・アルフォンゾと入れ替わる形で5月に1軍昇格すると、5月3日の阪神タイガース戦で移籍後初勝利。そこから5連勝、34イニング連続無四球という抜群の安定感を見せ、すぐにローテーションの軸となる。しかし、右肘靭帯手術という経歴を考慮し、どんなに好投しても100球前後で降板していた。5月は5勝0敗・防御率1.56の成績で、自身初の月間MVPを広島東洋カープの大竹寛と同時受賞した。6月5日の対北海道日本ハムファイターズ戦で開幕からの連勝を6に伸ばし、沢村栄治の球団記録とレオ・カイリーの外国人投手記録に並んだ。なお、6月26日の古巣ヤクルト戦に先発した際には、尊敬してきたマイケル・ジャクソンの急逝報道の当日であったため、登場のテーマソングをジャクソンの「スリラー」に変更した。前半戦の活躍が評価され、オールスターゲームに監督推薦で初選出され、札幌ドームで行われた第1戦の先発投手を務めた。8月11日の広島戦（マツダスタジアム）で自身初のシーズン10勝目をマーク。その後も安定したピッチングを続け、シーズン終盤まで吉見一起（中日）、館山昌平（ヤクルト）と最多勝を争いを繰り広げた。最多勝こそ逃したが、最終的にチームトップとなる15勝（2敗）、防御率2.11の成績を残した。シーズンを通じて大崩れした試合はほとんどなく、自責点が5以上だった試合は1度も無かった。中日とのCSファイナルステージ第1戦では先発を任されたが初回に5失点するなど不調で敗戦投手となるもチームがそこから3連勝して日本シリーズに進出した。そして日本ハムとの日本シリーズでは第1戦に先発して勝利投手となり、第5戦でも勝利投手にこそならなかったが好投を見せ、第6戦にチームは勝利して日本一を達成し、優秀選手賞を受賞。リーグ優勝・日本一に大きく貢献した。
2010年は前年の大活躍により先発の軸として期待されたものの、開幕から不調で黒星がかさんだ。制球力と球威が急降下し、被打率と与四球率は大きく悪化。前年に4勝無敗だった中日戦で0勝5敗、交流戦も0勝4敗と散々な結果に終わった。体重増加が不調の原因とされ、6月にはダイエットを敢行したが、夏以降も調子は戻らず。負ければリーグ優勝が消滅する試合に登板し敗戦投手になるなど最後まで精彩を欠いた。クライマックスシリーズでは、二試合に中継ぎ登板した。最終的には1999年のガルベス以来となる球団の外国人投手2ケタ敗戦（5勝13敗）を喫し、防御率も5.29と大きく期待を裏切り、チームがシーズン4連覇を逃した要因のひとつともなった。オフには1800万円減の約9200万円で契約更新した。
2011年は前年の教訓を踏まえ、体を絞ってから来日した。前半戦は不調でほとんど活躍できなかったが、7月になると投球がさえて復調の兆しを見せた。しかし8月に肉離れで長期離脱を強いられてしまう。復帰後も先発の役目を果たし、最終的な防御率は１点台だった。クライマックスシリーズでは三戦目に先発し好投するなど、終盤において欠かせない存在となった。
2012年はマウンド上での違和感による降板が二度あるなど長期間にわたって登録抹消され、登板数も11試合にとどまった。ただし、前年度程の安定感はなかったものの登板した試合ではゲームを作っており、シーズン終盤に復活したこともあってクライマックスシリーズのベンチメンバーには入ったが、この年はD.J.ホールトンの活躍もあり出番はなかった。
日本シリーズでは、第一戦に9回に登板、陽岱鋼に本塁打を打たれて1回1失点。第三戦は7回裏から登板し2回1失点だった。11月9日、自由契約選手として公示された。

### ロッテ時代
2012年12月13日に千葉ロッテマリーンズへの入団が発表された。
しかし、2013年は序盤から不調でわずか4試合で0勝2敗、防御率8.10と結果を残すことはできず、10月3日に球団から来季の契約を結ばない事が発表された。

## プレースタイル
速球の平均球速約141km/h。
元は遊撃手ということもあり、打撃の良い投手でもある。

## 人物
ヤクルトには2004年から2008年までの延べ5年間在籍し、1995年から1997年まで在籍したテリー・ブロスや、2001年から2003年まで在籍したケビン・ホッジスを抜いて、球団史上最も長く在籍した外国人投手(現在はトニー・バーネットが6年で最長)であった。
帽子をやや斜めにして被るのを好む。写真撮影の時にまっすぐ被るように言われたときも、「これが俺のスタイルだ」と拒否することもあった。
ヤクルト時代は夏場になるとアンダーシャツを半袖にしていたが、巨人に移籍してからはドーム球場ということもあり、夏場でも長袖のアンダーシャツを着用するようになった。
2009年シーズンより読売ジャイアンツに移籍。同球団の「ゴンザレス」姓の選手としては、デニー・ゴンザレス（1991年 - 1992年在籍）、ジェレミー・ゴンザレス（2007年在籍、登録名は「GG」）、ルイス・ゴンザレス（2007年 - 2008年在籍）に次ぐ4人目となった。その後、2010年に5人目のゴンザレス、エドガー・ゴンザレスが加入。それに伴い同選手のスコアボード上表記は「エドガー」、背ネームは（E.GONZALEZ）となったが、ディッキーは「ゴンザレス」のまま変更されなかった。
宮本慎也はもう一度会いたいヤクルトの歴代外国人選手にゴンザレスの名前を挙げ、「ゴンちゃんはめちゃくちゃいい奴だった」と語っている。
同じプエルトリコ出身で、古巣のヤクルトに入団したオーランド・ロマンとは幼馴染であり、幼少期は実家が近所であった。また、メジャーリーグで活躍する捕手のホセ・モリーナとはバッテリーを組んだこともある友人である。

## 詳細情報

### 年度別投手成績
| 年 度    | 球 団    | 登 板 | 先 発 | 完 投 | 完 封 | 無 四 球 | 勝 利 | 敗 戦 | セ 丨 ブ | ホ 丨 ル ド | 勝 率 | 打 者 | 投 球 回 | 被 安 打 | 被 本 塁 打 | 与 四 球 | 敬 遠 | 与 死 球 | 奪 三 振 | 暴 投 | ボ 丨 ク | 失 点 | 自 責 点 | 防 御 率 | W H I P |
| -------- | -------- | ----- | ----- | ----- | ----- | -------- | ----- | ----- | -------- | ----------- | ----- | ----- | -------- | -------- | ----------- | -------- | ----- | -------- | -------- | ----- | -------- | ----- | -------- | -------- | ------- |
| 2001     | NYM      | 16    | 7     | 0     | 0     | 0        | 3     | 2     | 0        | 0           | .600  | 261   | 59.0     | 72       | 4           | 17       | 3     | 1        | 31       | 5     | 0        | 33    | 32       | 4.88     | 1.51    |
| 2004     | TB       | 4     | 0     | 0     | 0     | 0        | 0     | 0     | 0        | 0           | ----  | 32    | 7.1      | 9        | 1           | 2        | 0     | 0        | 7        | 2     | 0        | 5     | 5        | 6.14     | 1.50    |
| 2004     | ヤクルト | 15    | 6     | 1     | 0     | 1        | 4     | 2     | 0        | --          | .667  | 190   | 46.2     | 43       | 5           | 6        | 0     | 0        | 35       | 2     | 0        | 16    | 16       | 3.09     | 1.05    |
| 2005     | ヤクルト | 27    | 10    | 0     | 0     | 0        | 4     | 6     | 0        | 6           | .400  | 355   | 81.2     | 101      | 11          | 14       | 0     | 6        | 44       | 5     | 1        | 49    | 46       | 5.07     | 1.41    |
| 2006     | ヤクルト | 17    | 17    | 2     | 0     | 1        | 9     | 7     | 0        | 0           | .563  | 484   | 114.1    | 118      | 10          | 25       | 1     | 3        | 95       | 5     | 0        | 47    | 40       | 3.15     | 1.25    |
| 2008     | ヤクルト | 8     | 8     | 0     | 0     | 0        | 1     | 5     | 0        | 0           | .167  | 193   | 44.0     | 58       | 4           | 9        | 0     | 1        | 36       | 3     | 0        | 25    | 21       | 4.30     | 1.52    |
| 2009     | 巨人     | 23    | 23    | 2     | 0     | 0        | 15    | 2     | 0        | 0           | .882  | 643   | 162.0    | 134      | 11          | 25       | 0     | 7        | 113      | 2     | 1        | 42    | 38       | 2.11     | 0.98    |
| 2010     | 巨人     | 25    | 24    | 0     | 0     | 0        | 5     | 13    | 0        | 0           | .278  | 585   | 132.2    | 161      | 12          | 32       | 1     | 11       | 88       | 6     | 0        | 80    | 78       | 5.29     | 1.45    |
| 2011     | 巨人     | 13    | 11    | 0     | 0     | 0        | 3     | 3     | 0        | 0           | .500  | 294   | 75.0     | 58       | 3           | 15       | 0     | 4        | 63       | 3     | 0        | 17    | 15       | 1.80     | 0.97    |
| 2012     | 巨人     | 11    | 10    | 0     | 0     | 0        | 4     | 1     | 0        | 0           | .800  | 206   | 45.0     | 57       | 2           | 22       | 0     | 2        | 26       | 0     | 0        | 18    | 16       | 3.20     | 1.76    |
| 2013     | ロッテ   | 4     | 4     | 0     | 0     | 0        | 0     | 2     | 0        | 0           | .000  | 70    | 13.1     | 28       | 1           | 2        | 0     | 2        | 8        | 1     | 0        | 12    | 12       | 8.10     | 2.25    |
| MLB：2年 | MLB：2年 | 20    | 7     | 0     | 0     | 0        | 3     | 2     | 0        | 0           | .600  | 293   | 66.1     | 81       | 5           | 19       | 3     | 1        | 38       | 7     | 0        | 38    | 37       | 5.02     | 1.51    |
| NPB：9年 | NPB：9年 | 143   | 113   | 5     | 0     | 2        | 45    | 41    | 0        | 6           | .523  | 3020  | 714.2    | 758      | 59          | 150      | 2     | 36       | 508      | 27    | 2        | 306   | 282      | 3.55     | 1.27    |

- 各年度の太字はリーグ最高

### タイトル
- 最高勝率 ：1回　(2009年) ※ (当時連盟表彰なし)。セントラル・リーグでは、1972年までと2013年以降表彰

### 表彰
NPB
- ベストナイン：1回 （投手部門：2009年）
- ゴールデングラブ賞：1回 （投手部門：2009年）
- 最優秀バッテリー賞：1回 （2009年 捕手：阿部慎之助）
- 月間MVP：1回 （投手部門：2009年5月） ※大竹寛と同時受賞
- 最優秀投手：1回 （2009年）
- 日本シリーズ優秀選手賞：1回 （2009年）

### 記録
NPB投手記録
- 初登板：2004年7月3日、対阪神タイガース14回戦（札幌ドーム）、8回表に4番手で救援登板・完了、2回無失点
- 初奪三振：同上、8回表に鳥谷敬から
- 初勝利：2004年7月4日、対阪神タイガース15回戦（札幌ドーム）、9回表1死に4番手で救援登板・完了、2/3回無失点
- 初先発：2004年9月8日、対阪神タイガース25回戦（阪神甲子園球場）、5回2失点で敗戦投手
- 初先発勝利：2004年9月14日、対横浜ベイスターズ24回戦（明治神宮野球場）、6回1/3を1失点
- 初完投勝利：2004年10月2日、対中日ドラゴンズ26回戦（ナゴヤドーム）、9回1失点
- 初ホールド：2005年5月31日、対オリックス・バファローズ4回戦（大阪ドーム）、7回裏1死に2番手で救援登板、1回2/3を無失点

NPB打撃記録
- 初安打：2005年8月3日、対中日ドラゴンズ13回戦（ナゴヤドーム）、7回表に高橋聡文から右中間二塁打
- 初打点：2005年8月31日、対読売ジャイアンツ16回戦（大阪ドーム）、4回表にスコット・マレンから左前適時打

NPBその他記録
- オールスターゲーム出場：1回 （2009年）

### 背番号
- 42 （2004年 - 2005年）
- 78 （2006年 - 2008年）
- 49 （2009年 - 2012年）
- 40 （2013年）